# 穆阿斯凯尔省
穆阿斯凯尔省（阿拉伯語：ولاية مستغان）是阿尔及利亚西北部的一个省，首府穆阿斯凯尔。該省成立於1974年，名稱就來自於該省首府穆阿斯凯尔。
35°24′N 0°08′E / 35.4°N 0.13°E